# E4 (televisiezender)
E4 is een digitale televisiezender in het Verenigd Koninkrijk. De zender is eigendom van Channel 4. De eerste uitzending van E4 was op 18 januari 2001. De zender richt zich voornamelijk op de leeftijdsgroep 15-35 jaar. De zender zendt voornamelijk Amerikaanse series uit, zoals Friends, ER, 90210, One tree hill, Ugly Betty en Desperate Housewives.
Wanneer Big Brother wordt uitgezonden op Channel 4, zend E4 veel extra programma's uit rond de serie. Waaronder "Big Brother Live", "Big Brother's Little Brother", "Big Brother's Big Mouth" en "Big Brother's Diary Room Uncut". Deze programma's zorgen altijd voor een grote stijging van het marktaandeel van de zender.

## Eigen programmering
- Skins
- The Inbetweeners
- Misfits
- Phone Shop
- School of Comedy
- Beaver Falls
- Made in Chelsea
- Desperate Scousewives

Televisie: Channel 4 · E4 · More4 · Film4
Overige: 4radio · T4 · Film4 Productions
Publieke kanalen: BBC One · BBC Two · BBC Three · BBC Four · BBC News · BBC Parliament · CBBC Channel · CBeebies · BBC HD · S4C (Wales) 
Commerciële kanalen: ITV · ITV2 · ITV3 · ITV4 · Channel 4 · Channel 5